# Teodorów (powiat polkowicki)
Teodorów – kolonia w Polsce, położona w województwie dolnośląskim, w powiecie polkowickim, w gminie Radwanice.
Do 2023 r. miejscowość była przysiółkiem wsi Nowa Kuźnia.
Teodorów przynależy do sołectwa Nowa Kuźnia.
W latach 1975–1998 przysiółek administracyjnie należał do województwa legnickiego.
Według Gminy Radwanice przysiółek wsi liczył 22 mieszkańców (31.12.2019).